# Порочные
«Порочные» (фр. Les Impures) — французский кинофильм с Луи де Фюнесом.

## Сюжет
Марио выходит из тюрьмы и принимает предложение своего друга Боба поставлять девушек для Чарли, который отправляет их для работы в Танжер. Так он знакомится с Мишель, певицей кабаре «Фемина». Девушка видит, что он влюблён в неё, и пытается откупиться. Марио освобождает из неволи Даниель, сестру Мишель, убедившись в искренности чувств последней.

## Интересные факты
- Луи де Фюнес исполняет роль начальника поезда.